# Trachypollia sclera
Trachypollia sclera är en snäckart som beskrevs av Woodring 1928. Trachypollia sclera ingår i släktet Trachypollia och familjen purpursnäckor. Inga underarter finns listade i Catalogue of Life.